# Paphora pulchra
Paphora pulchra là một loài bọ cánh cứng trong họ Cerambycidae.